# Vârful Scărișoara, Munții Făgăraș
Vârful Scărișoara, sau Scărișoara Mică, este un vârf montan în Munții Făgăraș, care are o altitudine de 2.472 m. Se află la mică distanță față de vârful Moldoveanu, înspre sud, pe culmea Scărișoara. Accesul pe vârf se poate face atât dinspre nord, dinspre vârful Moldoveanu, trecând peste vârfurile Roșu și Galbena, cât și dinspre sud pe culmea Scărișoara.